# Octotemnus laevis
Octotemnus laevis är en skalbaggsart som beskrevs av Thomas Casey 1898. Octotemnus laevis ingår i släktet Octotemnus och familjen trädsvampborrare. Inga underarter finns listade i Catalogue of Life.